# Hemiphileurus dispar
Hemiphileurus dispar är en skalbaggsart som beskrevs av Hermann Julius Kolbe 1910. Hemiphileurus dispar ingår i släktet Hemiphileurus och familjen Dynastidae. Inga underarter finns listade i Catalogue of Life.